# Sierra de Béjar
La Sierra de Béjar és una comarca de la província de Salamanca (Castella i Lleó). Els seus límits no es corresponen amb una divisió administrativa, sinó amb una denominació històric-tradicional i geogràfica. Comprèn 32 municipis: Aldeacipreste, Béjar, Candelario, Cantagallo, El Cerro, Colmenar de Montemayor, Cristóbal de la Sierra, Fresnedoso, Fuentes de Béjar, Horcajo de Montemayor, La Cabeza de Béjar, La Calzada de Béjar, La Hoya, Lagunilla, Ledrada, Montemayor del Río, Navacarros, Nava de Béjar, Navalmoral, Peñacaballera, Peromingo, Puebla de San Medel, Puerto de Béjar, Sanchotello, Santibáñez, Sorihuela, Valdefuentes de Sangusín, Valdehijaderos, Valdelacasa, Valdelageve, Valverde de Valdelacasa i Vallejera.